# シュコダル湖
シュコダル湖（シュコダルこ、アルバニア語: Liqeni i Shkodrës、セルビア語・モンテネグロ語: Скадарско језеро / Skadarsko jezero）は、モンテネグロとアルバニアの国境にある湖で、バルカン半島最大の湖である。この名称は湖畔にある北アルバニアの都市シュコドラから名付けられている。
標高6mの位置にあり、面積は370km2から530km2の範囲で変動する。全体の2/3がモンテネグロ領、残りの1/3がアルバニア領である。湖にはモラチャ川（Морача）が流れ込み、ボヤナ川（Бојана / Bunë）を通じて32km先のアドリア海に流れ出ている。ドリン川を介してオフリド湖、プレスパ湖などとも繋がっている。
モンテネグロ側の湖とその周辺地域は、1983年に国立公園に指定されている。この地域はヨーロッパ最大の鳥類の保護区であり、約270種の鳥が生息している。狩猟鳥やヨーロッパでも残存する生息地の少ないペリカン、カオジロオタテガモ、シロハラチュウシャクシギなどがいる。また、アドリア海、オフリド湖とプレスパ湖にも生息している絶滅危惧種のホシチョウザメ、アドリアトラウトおよび近絶滅種のバルチックチョウザメ、Chondrostoma scodrensisなどの魚類が生息している。
周辺にヨシ、スゲ、ヤナギの生える湿地があり、モンテネグロ側は1996年に、アルバニア側は2006年にそれぞれラムサール条約の「国際的に重要な湿地」に登録された。

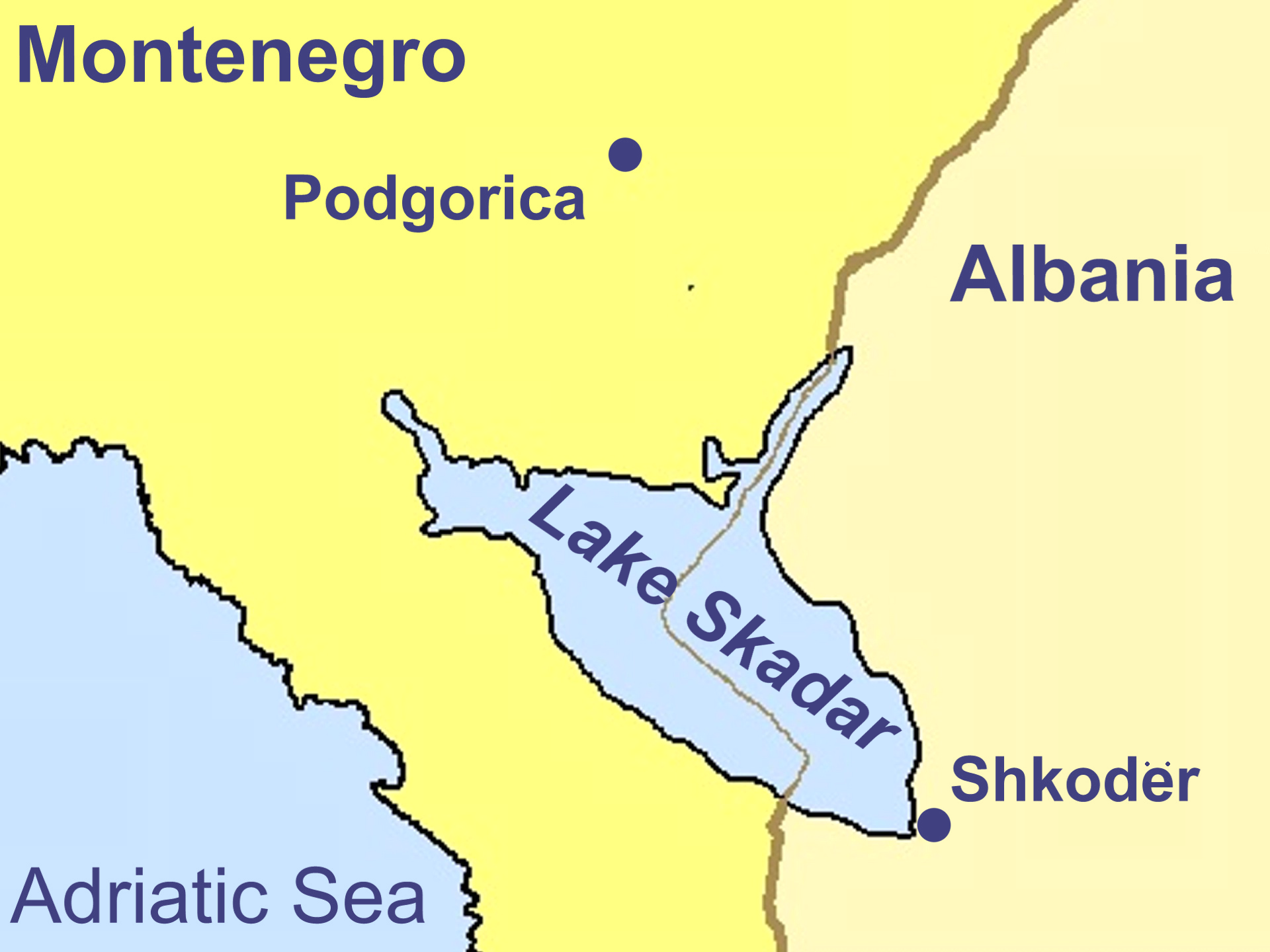
シュコダル湖とその周辺の地図

## ギャラリー

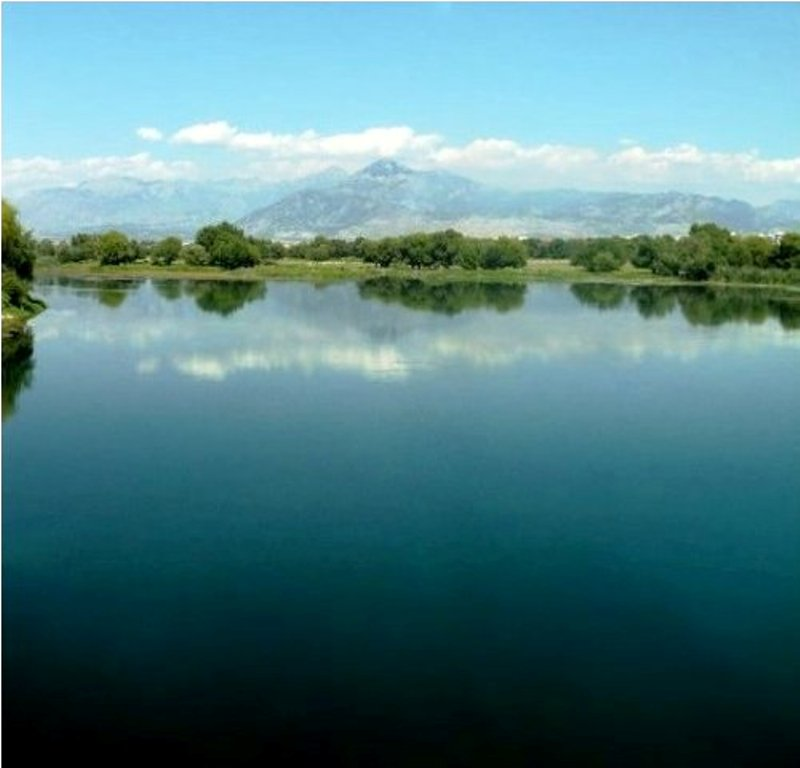
アルバニアからの湖の眺め
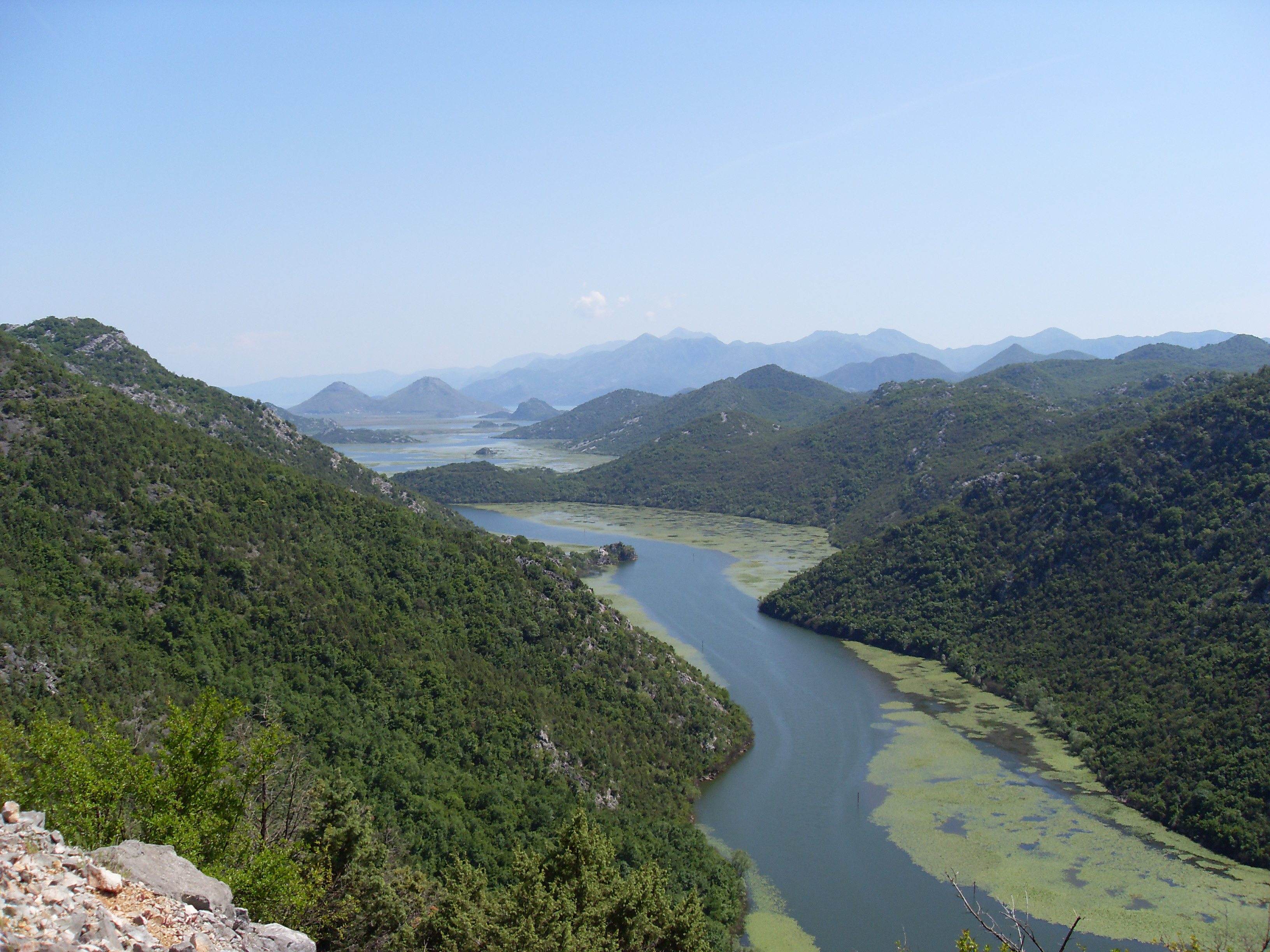
モンテネグロの町リエカ・ツルノエヴィチャ（英語版）に接する湖の西部
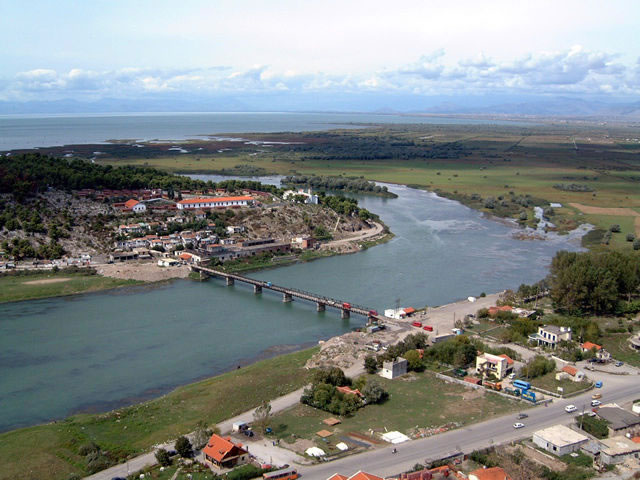
アルバニアの街シュコドラから流出する
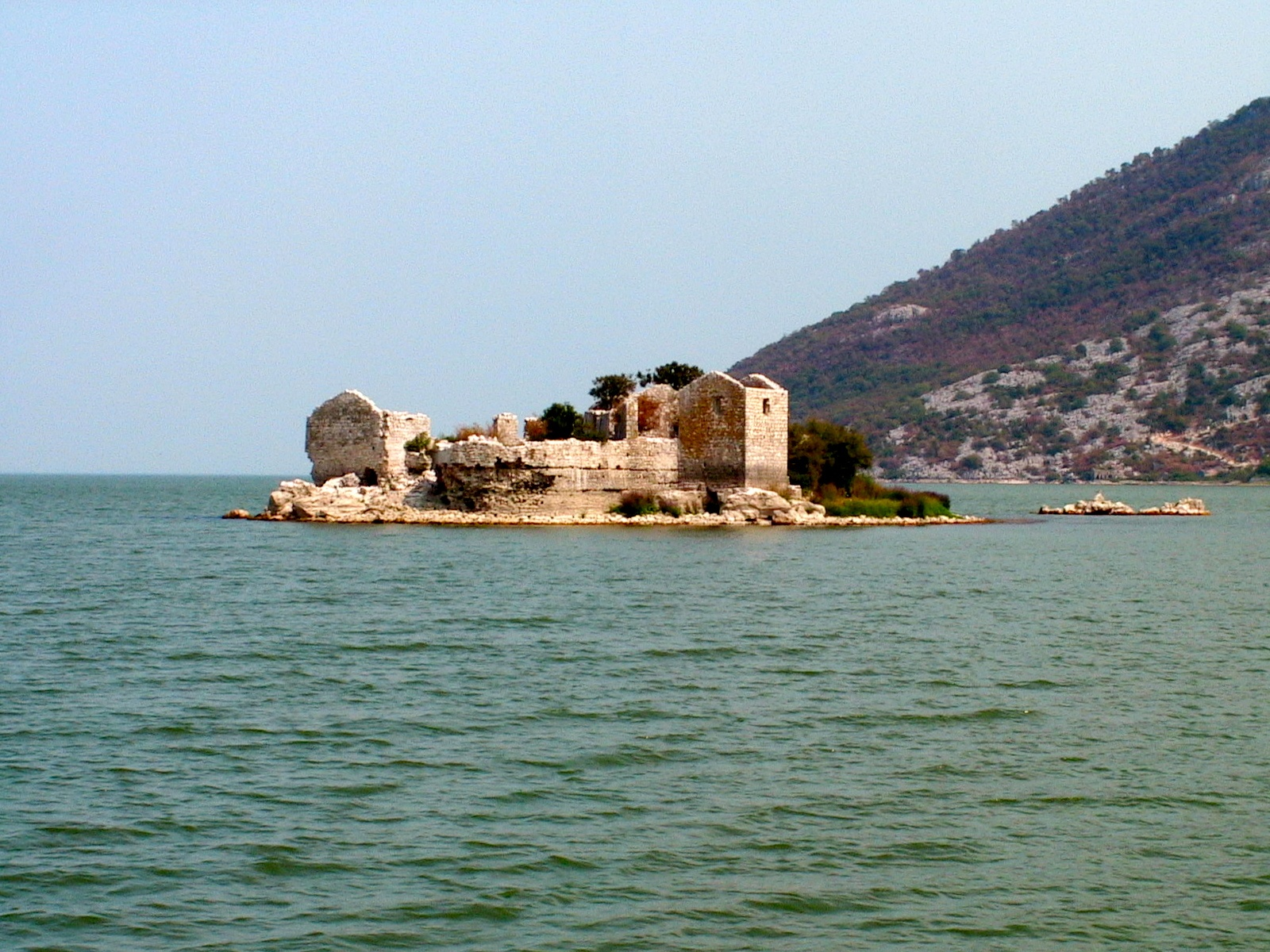
モンテネグロの湖中島にあるグルモジュル要塞（英語版）